# Rząd lorda Godericha

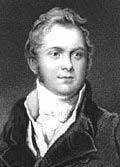
Wicehrabia Goderich, premier, pierwszy lord skarbu, przewodniczący Izby Lordów

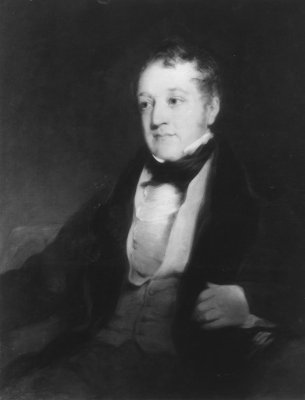
William Huskisson, minister wojny i kolonii, przewodniczący Izby Gmin

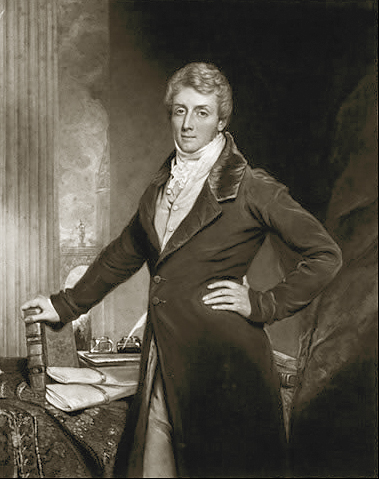
Charles Grant, przewodniczący Zarządu Handlu, Skarbnik Floty

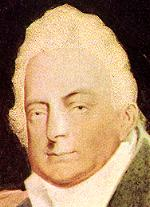
JKW Książę Clarence i St Andrews, lord Wielki Admirał

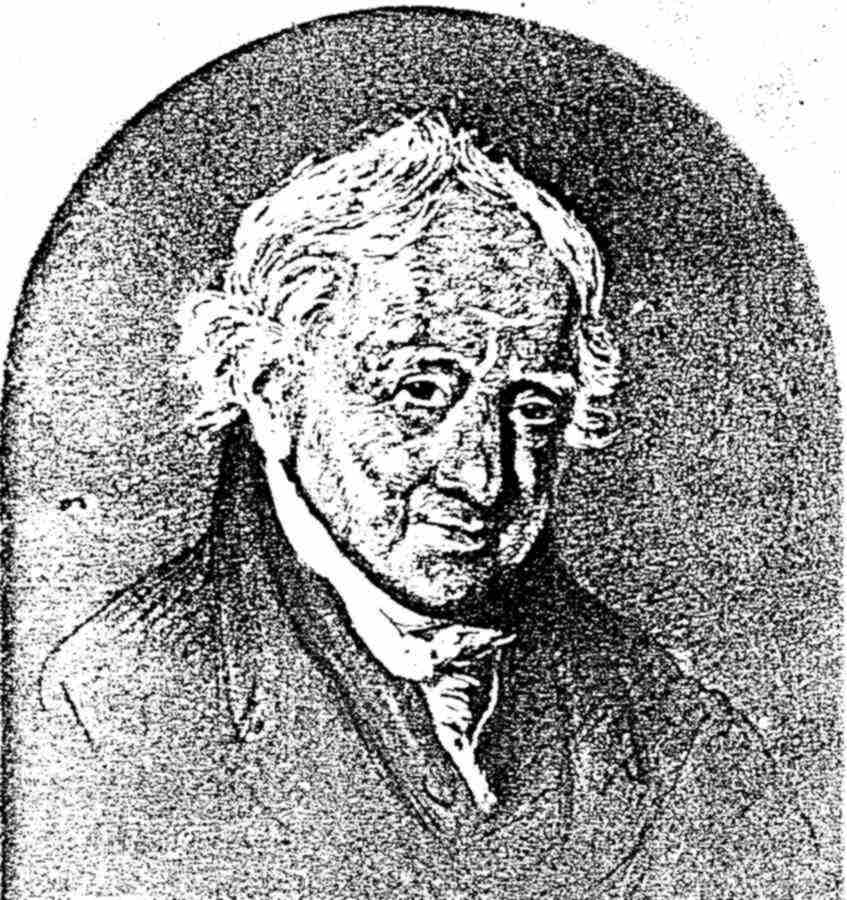
Baron Bexley, kanclerz Księstwa Lancaster

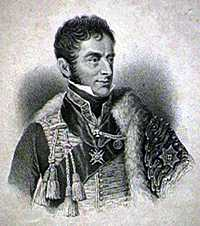
Markiz Anglesey, generał artylerii

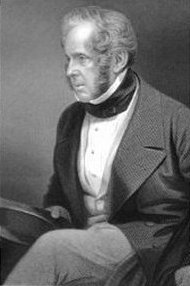
Wicehrabia Palmerston, sekretarz ds. wojny

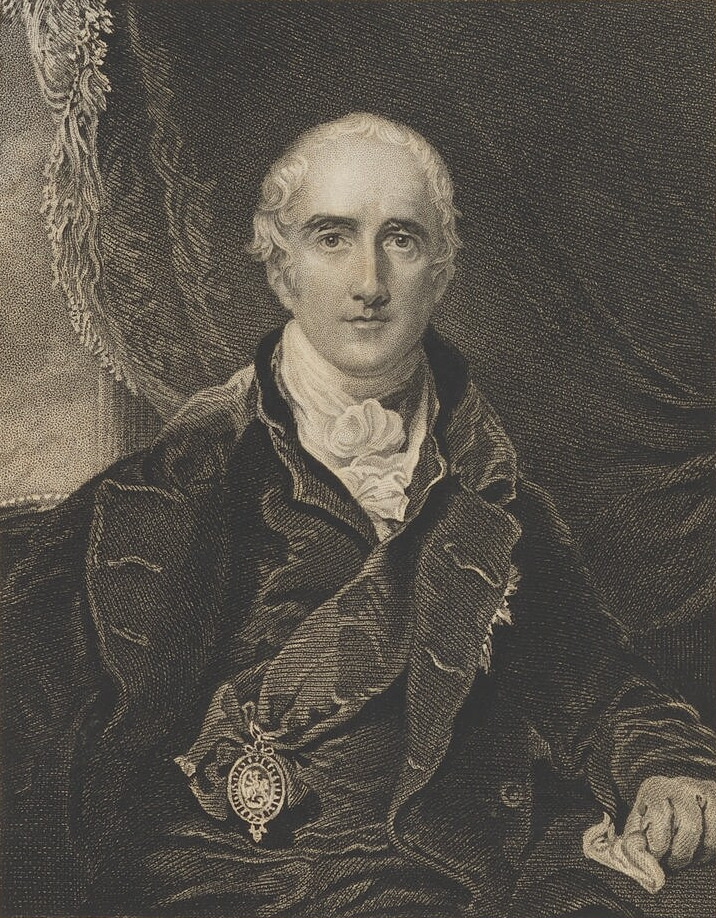
Markiz Wellesley, lord namiestnik Irlandii

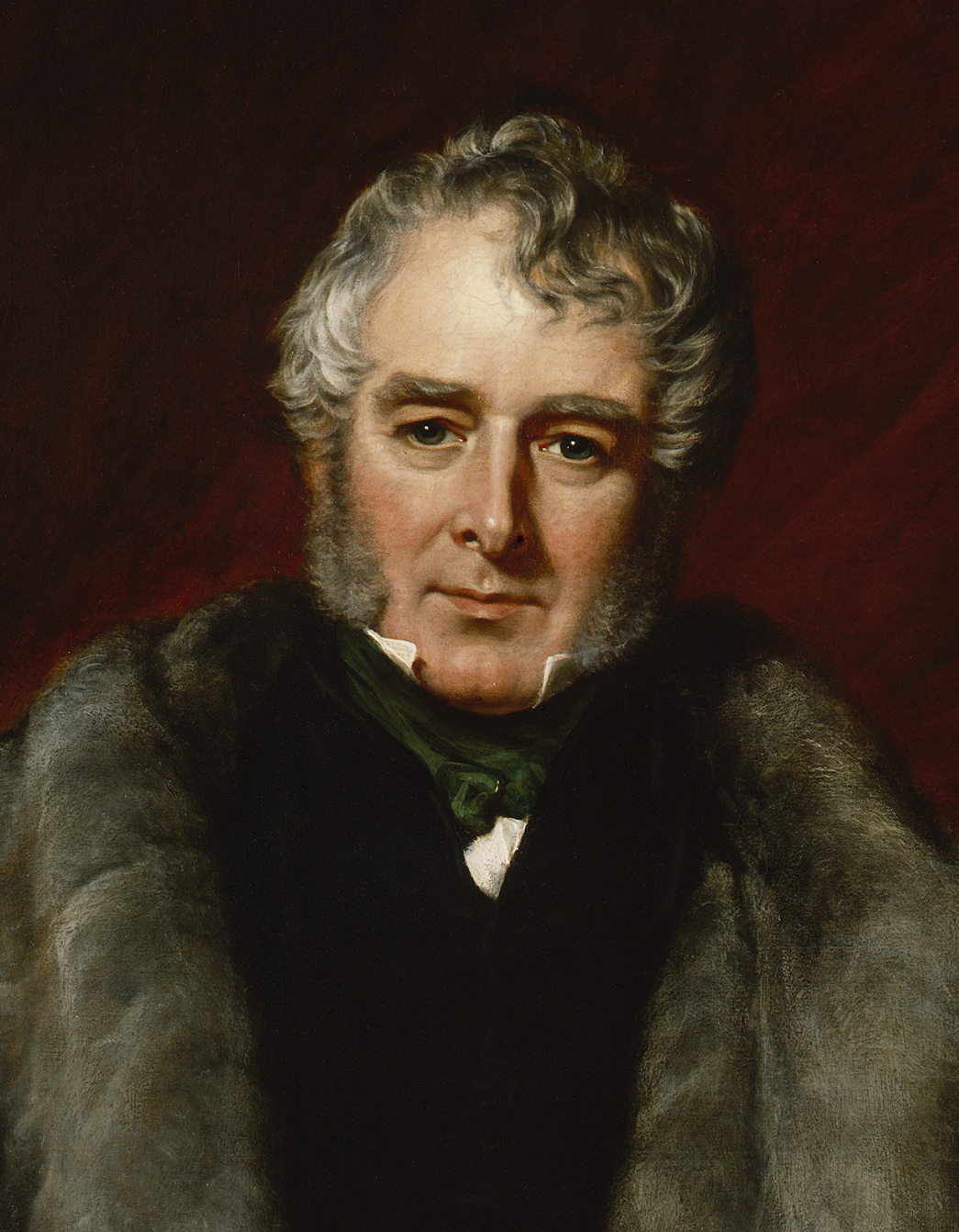
William Lamb, główny sekretarz Irlandii

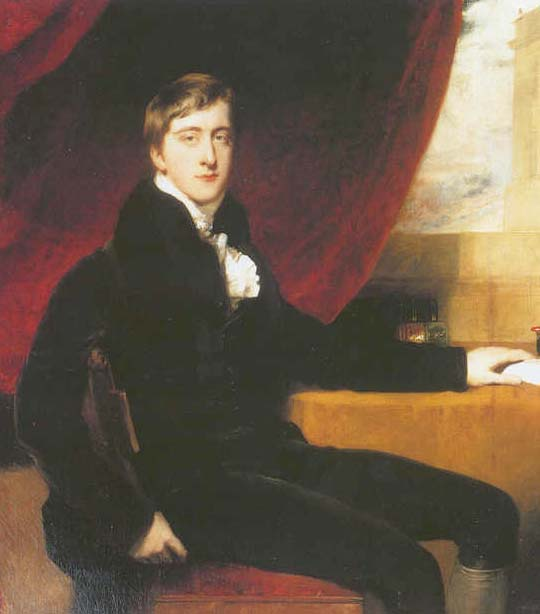
Książę Devonshire, lord szambelan

Rząd lorda Godericha – rząd utworzony przez Fredericka Robinsona, 1. wicehrabiego Goderich 31 sierpnia 1827, po śmierci George’a Canninga. Rząd Godericha upadł 21 stycznia 1828, przed rozpoczęciem sesji parlamentu.
Członków ścisłego gabinetu wyróżniono tłustym drukiem.

## Skład rządu
| Urząd                                                   | Imię i nazwisko | Kadencja  |
| ------------------------------------------------------- | --- | --------- |
| Premier Pierwszy lord skarbu Przewodniczący Izby Lordów | Frederick Robinson, 1. wicehrabia Goderich                                                                                                  | 1827–1828 |
|                                                         | |           |
| Kanclerz skarbu                                         | John Charles Herries | 1827–1828 |
| Parlamentarny sekretarz skarbu                          | Joseph Planta | 1827–1828 |
| Finansowy sekretarz skarbu                              | Thomas Frankland Lewis | 1827–1828 |
| Młodsi lordowie skarbu                                  | Francis Conyngham, hrabia Mount Charles Lord Francis Leveson-Gower Edward Eliot, lord Eliot Edmund Alexander MacNaughten Maurice FitzGerald | 1827–1828 |
| Lord przewodniczący Rady                                | William Bentinck, 4. książę Portland | 1827–1828 |
| Lord kanclerz                                           | John Copley, 1. baron Lyndhurst | 1827–1828 |
| Minister spraw wewnętrznych                             | Henry Petty-Fitzmaurice, 3. markiz Lansdowne                                                                                                | 1827–1828 |
| Podsekretarz stanu w ministerstwie spraw wewnętrznych   | Thomas Rice | 1827–1828 |
| Minister spraw zagranicznych                            | John Ward, 1. hrabia Dudley | 1827–1828 |
| Podsekretarz stanu w ministerstwie spraw zagranicznych  | Charles Ellis, 6. baron Howard de Walden | 1827–1828 |
| Minister wojny i kolonii Przewodniczący Izby Gmin       | William Huskisson | 1827–1828 |
| Podsekretarz stanu w ministerstwie wojny i kolonii      | Robert Wilmot Horton | 1827–1828 |
| Przewodniczący Zarządu Handlu Skarbnik Floty            | Charles Grant | 1827–1828 |
| Przewodniczący Rady Kontroli                            | Charles Watkin Williams-Wynn | 1827–1828 |
| Sekretarz Rady Kontroli                                 | Thomas Peregrine Courtenay | 1827–1828 |
| Lord Wielki Admirał                                     | Wilhelm Henryk Hanowerski, książę Clarence i St Andrews                                                                                     | 1827–1828 |
| Sekretarz przy Admiralicji                              | John Wilson Croker | 1827–1828 |
| Lord tajnej pieczęci                                    | George Howard, 6. hrabia Carlisle | 1827–1828 |
| Kanclerz Księstwa Lancaster                             | Nicholas Vansittart, 1. baron Bexley | 1827–1828 |
| Generał artylerii                                       | Henry Paget, 1. markiz Anglesey | 1827–1828 |
| Zastępca generała artylerii                             | Edward Owen | 1827–1828 |
| Skarbnik artylerii                                      | George Clerk | 1827–1828 |
| Zaopatrzeniowiec artylerii                              | Mark Singleton | 1827–1828 |
| Sekretarz ds. wojny                                     | Henry Temple, 3. wicehrabia Palmerston | 1827–1828 |
| Zarządca mennicy                                        | George Tierney | 1827–1828 |
| Płacmistrz armii                                        | William Vesey-FitzGerald | 1827–1828 |
| Pierwszy komisarz ds. lasów                             | William Sturges Bourne | 1827–1828 |
| Lord namiestnik Irlandii                                | Richard Wellesley, 1. markiz Wellesley | 1827–1828 |
| Główny sekretarz Irlandii                               | William Lamb | 1827–1828 |
| Prokurator generalny                                    | James Scarlett | 1827–1828 |
| Solicitor General                                       | Nicholas Conyngham Tindal | 1827–1828 |
| Najwyższy Sędzia Wojskowy                               | James Abercrmoby | 1827–1828 |
| Lord adwokat                                            | William Rae | 1827–1828 |
| Solicitor General dla Szkocji                           | John Hope | 1827–1828 |
| Prokurator generalny dla Irlandii                       | Henry Joy | 1827–1828 |
| Solicitor General dla Irlandii                          | John Doherty | 1827–1828 |
| Lord steward                                            | Henry Conyngham, 1. markiz Conyngham | 1827–1828 |
| Lord szambelan                                          | William Cavendish, 6. książę Devonshire | 1827–1828 |
| Wiceszambelan Dworu Królewskiego                        | Samuel Hulse | 1827–1828 |
| Koniuszy królewski                                      | George Osborne, 6. książę Leeds | 1827–1828 |
| Skarbnik Dworu Królewskiego                             | William Henry Fremantle | 1827–1828 |
| Kontroler Dworu Królewskiego                            | Lord George Beresford | 1827–1828 |
| Kapitan Gentelmen Pensioners                            | Henry Devereux, 14. wicehrabia Hereford | 1827–1828 |
| Kapitan Ochotników Gwardii                              | George Parker, 4. hrabia Macclesfield | 1827–1828 |
| Opiekun stajni królewskich                              | William Wellesley-Pole, 1. baron Maryborough                                                                                                | 1827–1828 |